# Bay Coven
Bay Coven (titulado: Pánico en Bay Cove en Argentina, La bahía de la muerte en España y Bahía Coven en México) es un telefilme canadiense de suspenso y terror de 1987, dirigido por Carl Schenkel, escrito por Tim Kring, musicalizado por Shuki Levy, en la fotografía estuvo Jacques Steyn y los protagonistas son Tim Matheson, Pamela Sue Martin y Barbara Billingsley, entre otros. Este largometraje fue realizado por The Guber-Peters Company, Phoenix Entertainment Group (PEG) y Jerlor Productions Inc.; se estrenó el 25 de octubre de 1987.

## Sinopsis
Una joven pareja, que acaba de contraer matrimonio, decide irse a vivir a un pueblo lejano en la costa, una vez en el lugar, se topan con un aquelarre oculto, las brujas quieren que se sumen a la reunión, si no tendrán que afrontar las consecuencias.